# Explosionsfähige Atmosphäre
Als explosionsfähige Atmosphäre ist ein Gemisch aus brennbaren Stoffen mit Luft definiert. Eine explosionsfähige Atmosphäre ist ein Spezialfall explosionsfähiger Gemische mit Luft als Oxidationsmittel und im Temperaturbereich −20 °C ≤ T ≤ +60 °C und unter Umgebungsdruckverhältnissen 0,8 bar ≤ p ≤ 1,1 bar. Als explosionsfähige Gemische kommen Gase, Dämpfe, Nebel oder Stäube im Gemisch mit Luft(-Sauerstoff) in Frage. Seit der Novellierung der Gefahrstoffverordnung und der Betriebssicherheitsverordnung im Jahr 2015 ist der Explosionsschutz nicht mehr ausschließlich auf die gefährliche explosionsfähige Atmosphäre, sondern umfassend auf explosionsfähige Gemische abgestellt. Das bedeutet, dass zusätzlich auch andere Oxidationsmittel als Luft oder andere Temperaturen und Druckverhältnisse mit in die Betrachtung einzubeziehen sind.
Die Explosionsfähigkeit hängt bei explosionsfähiger Atmosphäre von dem eingesetzten Stoff, seiner Brennbarkeit und der Mischung mit Luft bzw. Sauerstoff ab. Falls die Mischung mit einem Luftsauerstoffgemisch erfolgt, das eine andere Zusammensetzung als das normalerweise in der Umwelt vorhandene Luftgemisch besitzt, ist der Sauerstoffanteil genau zu betrachten. Sinkt der Sauerstoffanteil unter einen bestimmten stoffabhängigen Wert, der sogenannten Sauerstoffgrenzkonzentration, so kann dieses Gemisch nicht gezündet werden. Dieser Effekt wird bei der sogenannten Inertisierung ausgenutzt, bei der Sauerstoff durch ein inertes Gas – eines, das nicht zur Oxidation geeignet ist – ersetzt wird. Weiterhin muss die Konzentration des brennbaren Stoffes in dem Luftgemisch zwischen der unteren und der oberen Explosionsgrenze liegen.
Explosionsfähige Atmosphäre kann gewollt oder auch ungewollt vorliegen. Ersteres liegt in vielen Bereichen des Produktionsprozesses vor. Hier kommt eine explosionsfähige Atmosphäre überall dort vor, wo die entsprechenden Stoffe in Anwesenheit von Umgebungsluft eingesetzt werden. Dies können Bereiche sein, in denen Klebstoffe oder Lacke austrocknen oder aufgebracht werden, in der Umgebung von Gärbottichen in der Alkoholproduktion, in Bereichen wo Stoffe zerkleinert werden wie zum Beispiel in Kornmühlen oder zahlreichen anderen Bereichen. Eine ungewollte explosionsfähige Atmosphäre liegt beim Auftreten eines Fehlers vor. Dies kann zum Beispiel das Bersten einer Gaspipeline, die unbeabsichtigte Öffnung eines Auslassventils oder auch Undichtigkeiten an Kesseln sein, die durch mangelnde Wartung auftritt.